# A Simple Matter of Conviction
Albums de Bill Evans
Bill Evans at Town Hall
(1966) Tempo di jazz
(1966)
A Simple Matter of Conviction est un album du pianiste de jazz Bill Evans enregistré et publié en 1966.

## Historique
Cet album, produit par Creed Taylor, est initialement publié en 1966 par le label Verve Records (V/V6 8675). Il est enregistré au Rudy Van Gelder Studio à Englewood Cliffs (New Jersey), le 4 octobre 1966. L'ingénieur du son est Rudy Van Gelder.

## À propos de l'album
Cet album est le second et dernier réunissant Bill Evans et Shelly Manne (il est à noter que le batteur n'a jamais été membre du trio régulier du pianiste). L'album précédent était Empathy. C'est aussi le premier album studio réunissant Evans et Eddie Gómez (on peut trouver quelques titres enregistrés « live » antérieurement sur le coffret The Secret sessions). La collaboration avec le contrebassiste durera neuf ans[réf. nécessaire].
On trouve sur cet album quatre compositions d'Evans :
- A Simple Matter of Conviction est un de blues en ré mineur sur rythme de valse[réf. nécessaire].
- Orbit, alias Unless It's You, est un thème de 24 mesures à la grille harmonique assez chromatique et complexe[réf. nécessaire].
- Only Child est une ballade de forme AB de 34 mesures (16-18) en si. La grille harmonique assez sinueuse et l'utilisation de notes pédales à la basse donnent au morceau un parfum impressionniste[réf. nécessaire].
- These Things Called Changes est un thème de 32 mesures la grille grille harmonique est de forme AABA (avec des lignes mélodiques différentes pour les 3 A). En fait, la grille est une version « enrichie » de la grille du standard What Is This Thing Called Love?[réf. nécessaire].

## Titres de l’album
| No | Titre                            | Auteur                                     | Durée |
| -- | -------------------------------- | ------------------------------------------ | ----- |
| 1. | A Simple Matter of Conviction    | Bill Evans                                 | 3:20  |
| 2. | My Melancholy Baby               | Ernie Burnett, George Norton, W. E. Watson | 5:16  |
| 3. | Only Child                       | Bill Evans                                 | 4:05  |
| 4. | Laura                            | Johnny Mercer, David Raksin                | 4:20  |
| 5. | Stella by Starlight              | Ned Washington, Victor Young               | 4:11  |
| 6. | I'm Getting Sentimental Over You | George Bassman, Ned Washington             | 4:14  |
| 7. | Star Eyes                        | Gene de Paul, Don Raye                     | 4:58  |
| 8. | Orbit (Unless It's You)          | Bill Evans                                 | 3:44  |
| 9. | These Things Called Changes      | Bill Evans                                 | 3:33  |

Titre enregistré lors de cette séance et à ce jour inédit :
- Fly Me to the Moon (Bart Howard)[réf. nécessaire]

## Personnel
- Bill Evans : piano
- Eddie Gómez : contrebasse
- Shelly Manne : batterie